# Tantilla relicta
Tantilla relicta este o specie de șerpi din genul Tantilla, familia Colubridae, descrisă de Telford 1966. A fost clasificată de IUCN ca specie cu risc scăzut.

## Subspecii
Această specie cuprinde următoarele subspecii:
- T. r. neilli
- T. r. pamlica
- T. r. relicta